# Cleistocactus baumannii
Cleistocactus baumannii es una especie de planta suculenta perteneciente al género Cleistocactus, dentro de la familia Cactaceae. Se distribuye por el norte de Argentina, Bolivia, centro-oeste de Brasil, Paraguay y Uruguay.

## Descripción

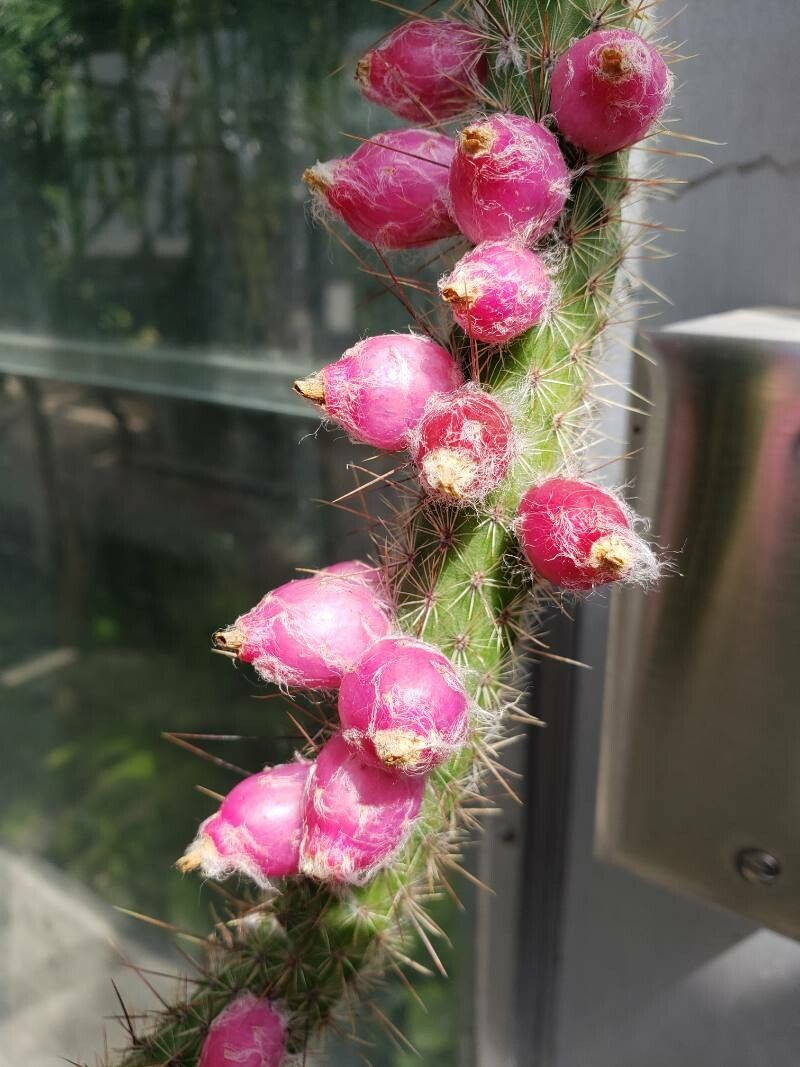
Detalle de los frutos

Cleistocactus baumannii es una especie de cactus que crece como un arbusto, con tallos ramificados desde la base, generalmente varios, bastante rígidos, erectos o arqueados. Alcanza longitudes de hasta 2 m y diámetros de 2,5 a 3,5 cm.
Presenta de 16 a 17 costillas, sobre las que se asientan areolas muy poco separadas unas de otras. Tienen una única espina central de color amarillento o marrón oscuro que mide hasta 4 cm de largo, y de 15 a 20 espinas radiales de color marrón amarillento que miden hasta 1,8 cm de largo.
Las flores tienen forma retorcida, son tubulares y de color amarillo a rojo anaranjado o rojo. Miden entre 5 y 7 cm de largo y alcanzan un diámetro de hasta 1 cm. Aparecen a lo largo de todo el tallo en verano y, además, al igual que en la mayoría de las especies del género, las flores apenas se abren, mostrando y sobresaliendo únicamente el estilo y los estambres de color rojo.

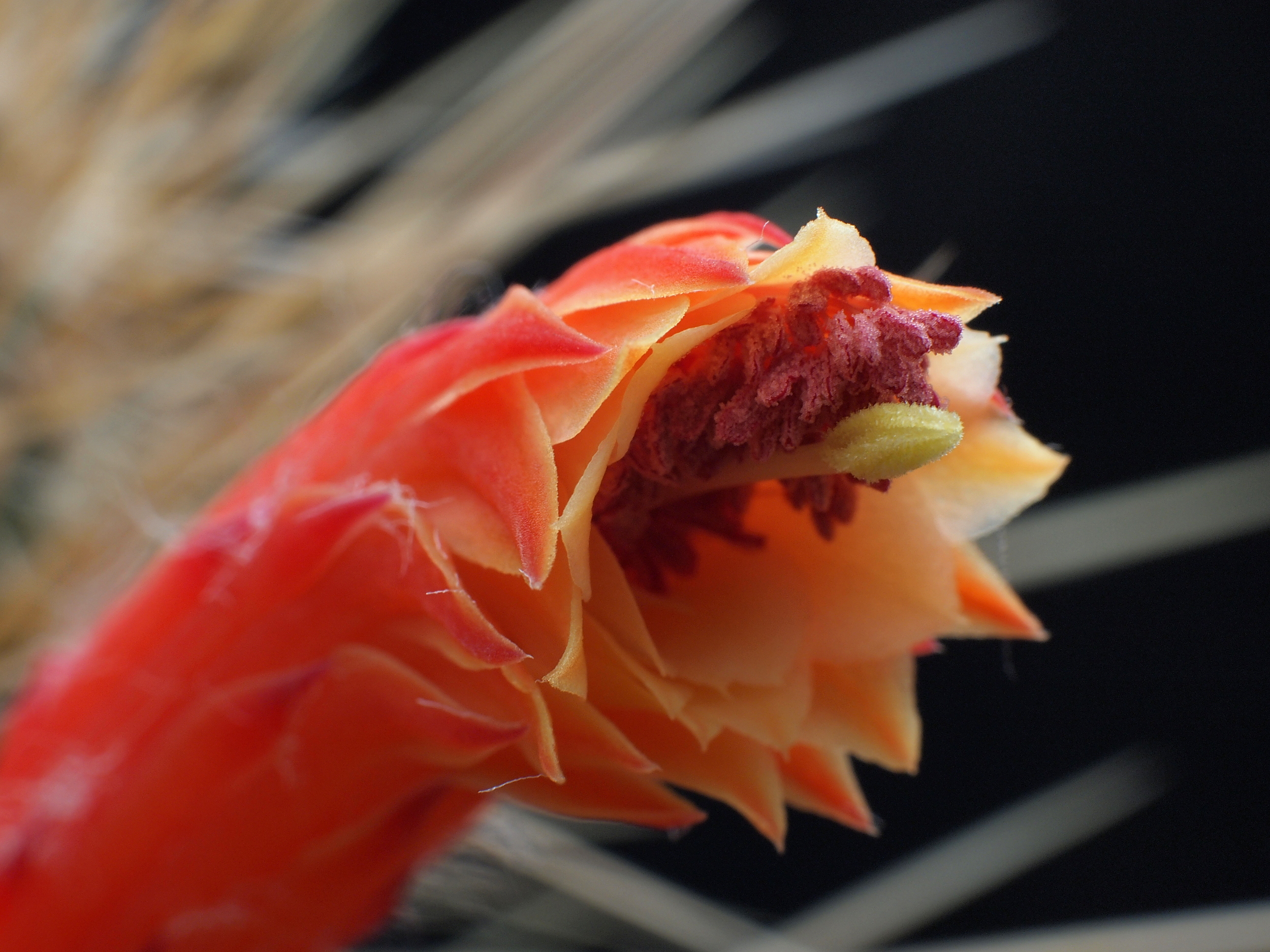
Detalle de la flor

Los frutos son esféricos, de color verde a rojo o rosa, y contienen una pulpa blanca. Alcanzan un diámetro de 1 a 1,5 cm, y son comestibles.

## Distribución y hábitat
El área de distribución nativa de esta especie es el Norte de Argentina, Bolivia, Centro-Oeste de Brasil, Paraguay y Uruguay, y crece principalmente en el bioma tropical estacionalmente seco, en altitudes de hasta 1000 m s. n. m.

## Taxonomía
La primera descripción de esta especie fue como Cereus baumannii, publicada en 1844 por el botánico francés Charles Lemaire en la revista científica L'Horticulteur Universel 5: 126.
Más tarde, este mismo autor trasladó la especie al género recién creado Cleistocactus, por lo que pasó a llamarse Cleistocactus baumannii. Registró estos cambios en la revista científica L'illustration horticole 8 (Misc.) 35, publicada en 1861.
Etimología
- Cleistocactus: nombre genérico que deriva de la combinación de la palabra griega kleistos (que significa 'cerrado'), y cactus (término latino que alude a las plantas del género Cactaceae), haciendo referencias a que son cactus con flores cerradas, ya que en algunas especies apenas se abren y parecen estar cerradas.[7]
- baumannii: epíteto específico otorgado en honor al jardinero franco-alemán Constantin Auguste Napoléon Baumann (1804-1884), que tenía sus jardines en Mulhouse y Bollwiller (Francia).[8]

### Subespecies
Actualmente se distinguen dos subespecies:
| Imagen | Subespecie                                                    | Descripción                                                                                  | Distribución                                                             |
| ------ | ------------------------------------------------------------- | -------------------------------------------------------------------------------------------- | ------------------------------------------------------------------------ |
|        | Cleistocactus baumannii subsp. baumannii                      | Tiene de 15 a 20 espinas radiales y una flor roja.                                           | Norte de Argentina, Bolivia, Centro-Oeste de Brasil, Paraguay y Uruguay. |
|        | Cleistocactus baumannii subsp. horstii (P.J.Braun) N.P.Taylor | Tiene de 11 a 15 espinas radiales y una flor de color rojo anaranjado fuertemente zigomorfa. | Centro-Oeste de Brasil y Paraguay.                                       |

Sinonimia
- Sinónimos de Cleistocactus baumannii subsp. baumannii:
  - Aporocactus colubrinus (Otto ex C.F.Först.) Lem., 1860
  - Cactus flavispinus Colla, 1824
  - Cereus anguinus Gürke, 1907
  - Cereus baumannii var. colubrinus K.Schum., 1897
  - Cereus baumannii var. flavispinus Salm-Dyck ex K.Schum., 1897
  - Cereus colubrinus Otto ex C.F.Först., 1846
  - Cereus colubrinus var. flavispinus Salm-Dyck, 1850
  - Cereus flavispinus Salm-Dyck, 1822
  - Cereus flavispinus (Colla) Haw. ex Steud., 1840
  - Cereus flavispinus var. hexagonus Salm-Dyck, 1834
  - Cereus grossei Weing., 1908
  - Cereus subtortuosus C.F.Först., 1846
  - Cereus tweediei Hook., 1850
  - Cleistocactus anguinus (Gürke) Britton & Rose, 1920
  - Cleistocactus aureispinus Frič, 1928
  - Cleistocactus baumannii subsp. anguinus (Gürke) P.J.Braun & Esteves, 1995
  - Cleistocactus baumannii subsp. chacoanus (F.Ritter) P.J.Braun & Esteves, 1995
  - Cleistocactus baumannii var. colubrinus (Otto ex C.F.Först.) Riccob., 1909
  - Cleistocactus baumannii subsp. croceiflorus (F.Ritter) P.J.Braun & Esteves, 1995
  - Cleistocactus baumannii var. flavispinus (Salm-Dyck) Riccob., 1909
  - Cleistocactus baumannii var. grossei (Weing.) W.T.Marshall, 1941
  - Cleistocactus baumannii var. paraguariensis (F.Ritter) P.J.Braun & Esteves, 1995
  - Cleistocactus baumannii subsp. santacruzensis (Backeb.) Mottram, 1989
  - Cleistocactus bruneispinus Backeb., 1959
  - Cleistocactus chacoanus F.Ritter, 1980
  - Cleistocactus chacoanus var. santacruzensis (Backeb.) F.Ritter, 1980
  - Cleistocactus colubrinus (Otto ex C.F.Först.) Lem., 1861
  - Cleistocactus colubrinus var. flavispinus (Salm-Dyck) Borg, 1937
  - Cleistocactus colubrinus var. grossei (Weing.) Borg, 1937
  - Cleistocactus croceiflorus F.Ritter, 1979
  - Cleistocactus flavispinus (Salm-Dyck ex K.Schum.) Backeb., 1959
  - Cleistocactus grossei (Weing.) Backeb., 1936
  - Cleistocactus jugatiflorus Backeb., 1962
  - Cleistocactus paraguariensis F.Ritter, 1979
  - Cleistocactus santacruzensis Backeb., 1966
  - Echinopsis santacruzensis (Backeb.) Anceschi & Magli, 2013

- Sinónimos de Cleistocactus baumannii subsp. horstii:
  - Cleistocactus horstii P.J.Braun, 1982
  - Echinopsis horstii (P.J.Braun) Anceschi & Magli, 2013

## Estado de conservación
En la Lista Roja de Especies Amenazadas de la UICN, la especie está clasificada como de “Preocupación Menor (LC)”.

## Usos
Se cultiva principalmente como planta ornamental, y su propagación se realiza a través de esquejes o semillas.

## Galería

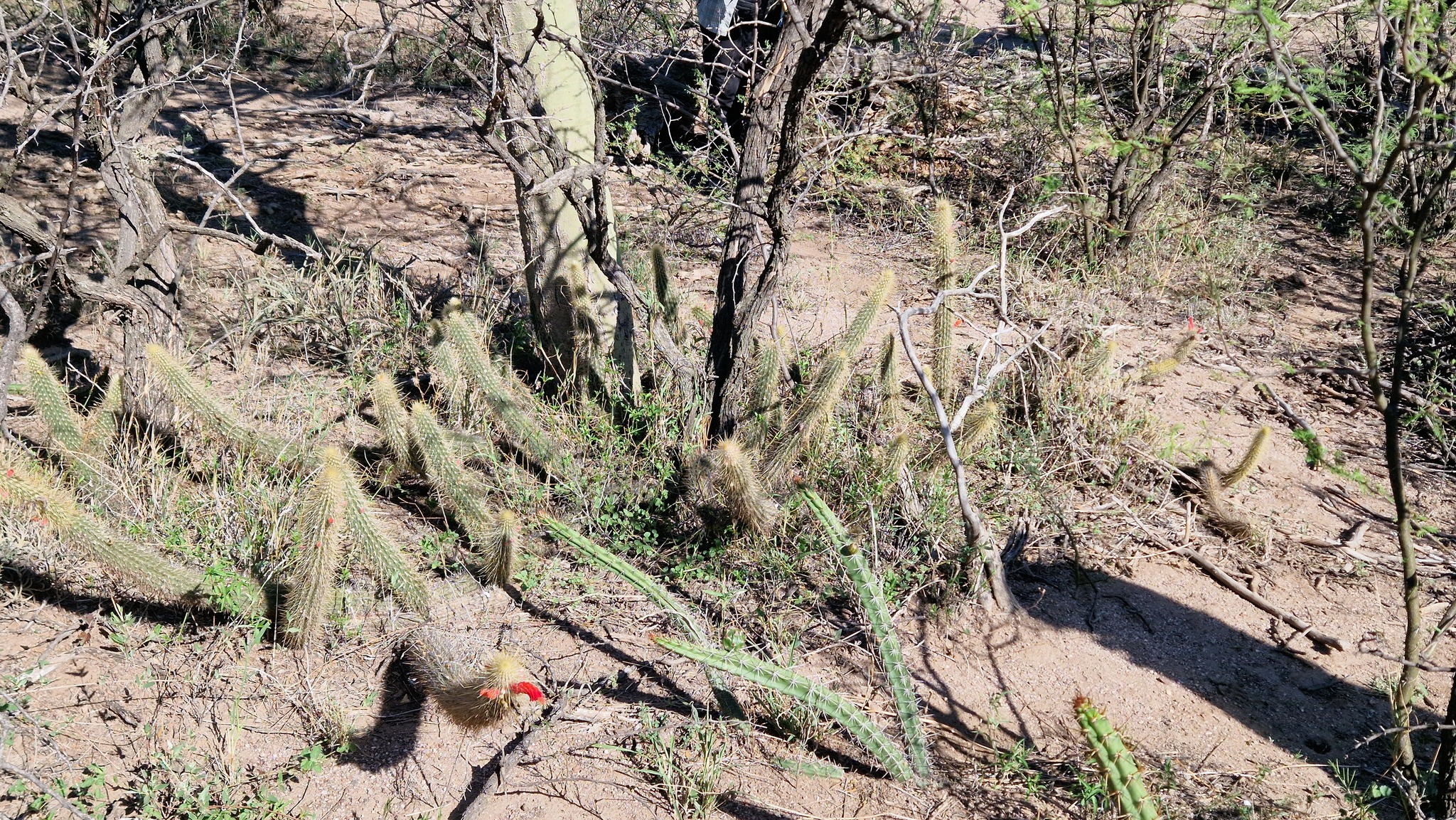
Planta en su hábitat
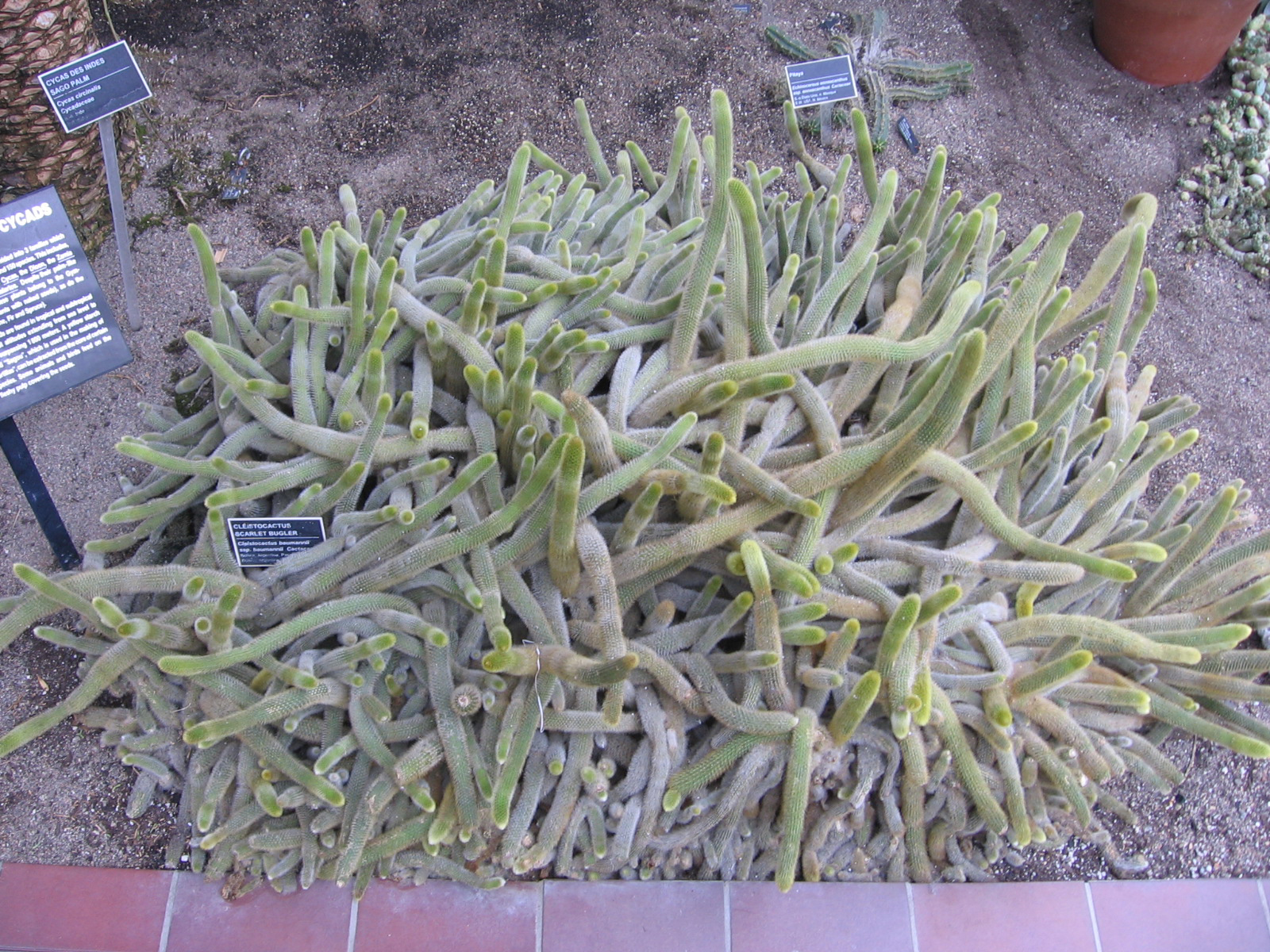
Planta en el Jardín botánico de Montreal.
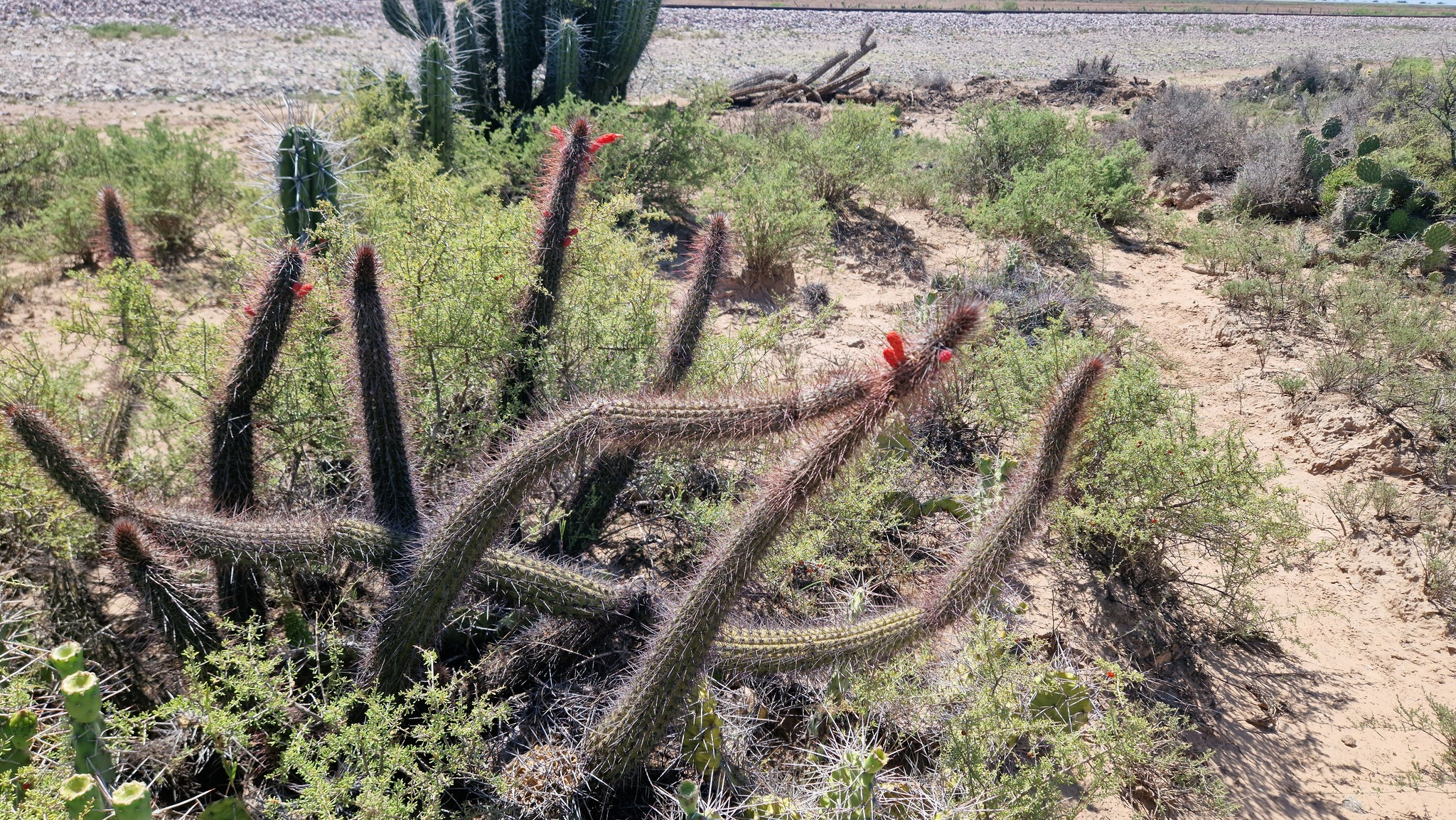
Planta en su hábitat
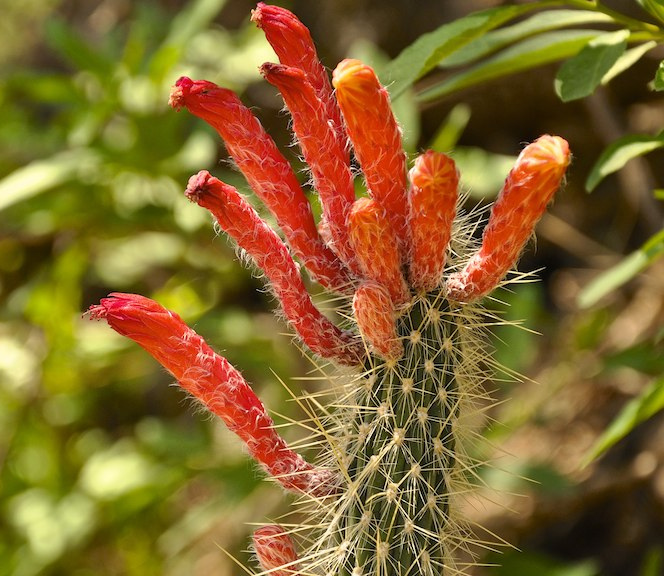
Planta en floración
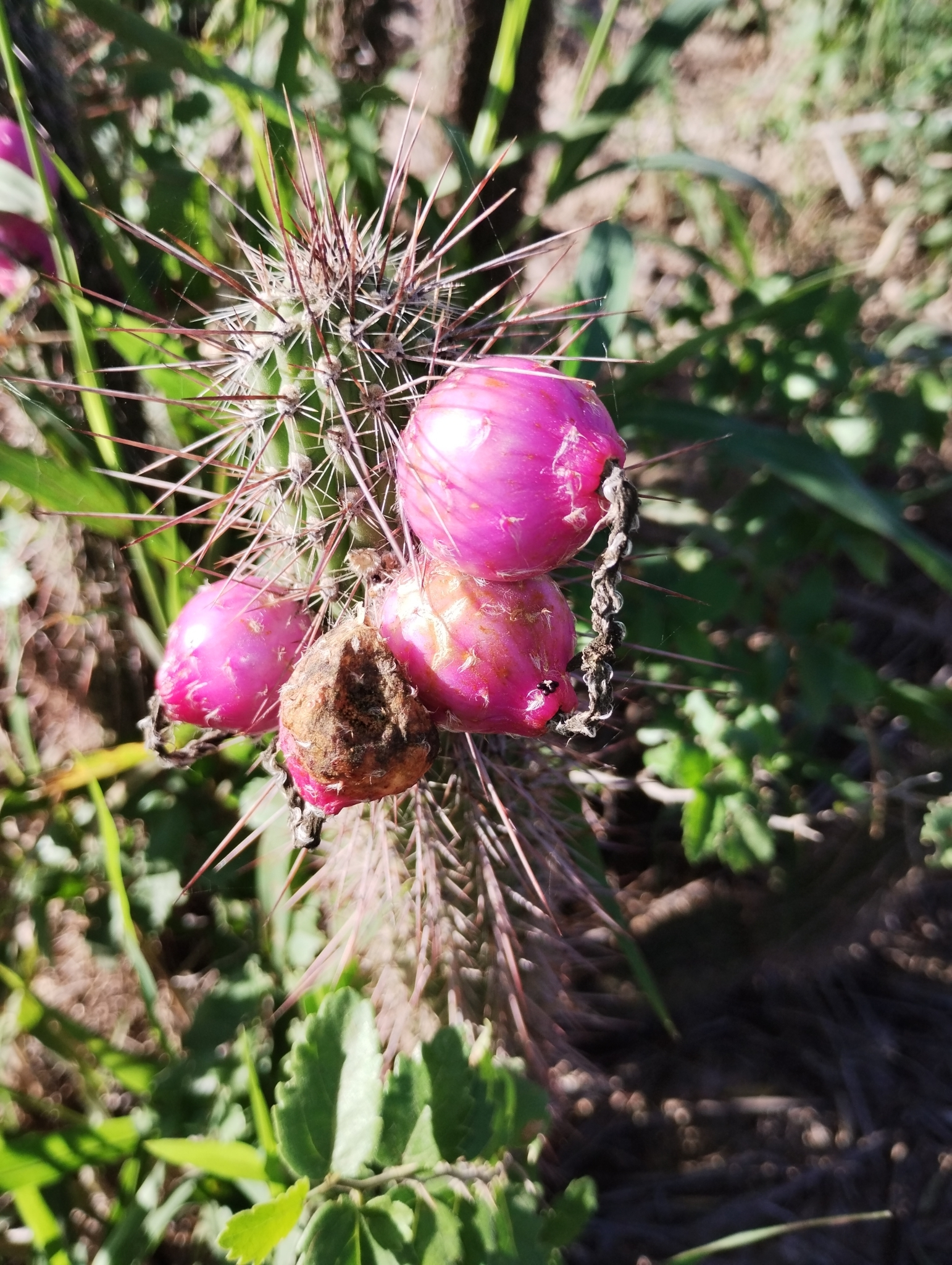
Detalle de los frutos